# Charles Laisné
Pour les articles homonymes, voir Laisné.
Charles Laisné est un architecte français du XIXe siècle, né en Études à Fontenay-aux-Roses le 3 janvier 1819 au 127, Grande Rue et mort à Fontenay-aux-Roses en 1891.

## Biographie
Élève de l'École nationale supérieure des beaux-arts de Paris (promotion 1836) dans les ateliers des architectes Jean-Jacques-Marie Huvé et Louis Lenormand. Second grand prix de Rome (1844). Chevalier de la Légion d'honneur (1864). Architecte attaché à la commission des monuments historiques, architecte diocésain (Tarbes, Cahors, Sens, Gap, Auch).
On lui doit notamment le lycée Janson-de-Sailly, la Cour de cassation, la cathédrale Notre-Dame-et-Saint-Arnoux de Gap et la façade ouest du château de Chaumont en Charollais.
Il participe à la construction de la basilique du Sacré-Cœur à  la suite d'Honoré Daumet, qui lui-même avait succédé à Paul Abadie à la mort de celui-ci. Il collabore avec Viollet-le-Duc aux restaurations de la cathédrale Saint-Just-et-Saint-Pasteur de Narbonne et de la cathédrale Saint-Nazaire de Béziers.
Charles Laisné, collabore avec Joseph Poelaert lorsque celui-ci termina son projet du Palais de Justice de Paris.
Il est enterré au cimetière de Fontenay-aux-Roses.